# Знаме на Османската империя
Знамената от османската епоха са били използвани от управляващите султани от османската династия. В Османската империя през годините на своето съществуване са използвани различни знамена, а султанът е използвал и различни лични знамена за различни поводи. Поради сложната социално-политическа организация, империята няма официално знаме до 1844 г. През 1844 г. като част от реформата на Танзимата е приет първият официален държавен флаг на империята. Знамето, съдържащо петолъчна звезда и полумесец, е в основата на съвременния флаг на Република Турция. Полумесецът и звездата на османското знаме са по-дебели, отколкото в сегашния си вид.

## История
Ранният период на Османската империя се счита за период преди превземането на Константинопол през 1453 г. Осман I, основателят на османската власт, е обявен за глава на племето кайъ. Той наследява тази титла от баща си Ертогрул, а той от своя страна от Сулейман шах. Синът му Орхан I се жени за византийска принцеса и счита държавата му за наследник на Византийската империя. Знамето под него съчетава чертите на Византия и кайъ. Внукът на Осман, Мурад I отхвърля молбите за наследство от Византия, провъзгласявайки Османската империя. Той избра червеното знаме за знаме, въпреки че не е свързано с традиционните племенни цветове (бяло и златно) и популярните тюркски цветове (обикновено синьо, бяло и златно). Може би изборът е повлиян от връзката на този цвят с римляните.

## Реформа и упадък
Знамето на османския флот е направено червено. Червеното трябва да го има в светските институции, а зеленото – в религиозните. Всички религиозни институции са „разделени“, но по това време халифът все още запазва религиозна роля. Флотът преминава през радикални реформи, но това не е нищо в сравнение с армейските реформи. Армията е изцяло възстановена. Еничарите са разпуснати и много от тях – убити, когато се съпротивляват на модернизацията. Империята е централизирана. Новият флаг е проектиран да замени всички знамена с един национален флаг. Резултатът е червено-бяло знаме с полумесец и звезда, което е предшественик на съвременния турски флаг. Секуларизацията прави религиите равнопоставени в правото, изоставяйки сложната йерархия на религията във връзка с данъчното облагане и търговията.

## Знаме през годините
- (1299 – 1453 г.)
- (1453 – 1517 г.)
- (1517 – 1844 г.)